# Tomok
Shah Indrawan bin Ismail ou mieux connu sous le nom de Tomok (né le 17 mai 1984), est un chanteur et acteur malaisien.
Il chante d'abord avec son groupe New Boyz en 1999, puis remporte le concours de chant de l'émission de télé-réalité One in a Million (Malaysian TV series) (en) en 2009 et entame dès lors une carrière solo.
Son premier album, qui porte son nom, sort en 2010, il compte des tubes comme Rindu Terhenti, Berlari et Bagaikan Bidadari . Son deuxième album intitulé Aku Datang sort en 2015.
En 2014, lors du Malaysian Film Festival (en) il remporte le prix de la meilleure chanson (création originale) pour « Istanbul Aku Datang ».
Il participe à l'émission de téléréalité Karaoké Superstar.

## Discographie
- 2010 – Tomok
- 2014 – Aku Datang